# فرنسيس ويلموت
فرنسيس ويلموت هو فلاح وسياسي أسترالي، ولد في 1870 في Kirkley ‏ في المملكة المتحدة، وتوفي في 1941 في سوبياكو ‏ في أستراليا. نشط حزبياً في Western Australian National Party ‏. وقد انتخب عضو الجمعية التشريعية لأستراليا الغربية ‏.